# Hayat devam ediyor
Hayat devam ediyor ((tr)  Het leven gaat verder) is een Turkse televisieserie uit 2011, geproduceerd door Mahsun Kirmizigul.
De serie verhaalt over een grote familie, ergens in zuidoost Turkije, die bestaat uit een pater familias, Ismail, die twee vrouwen heeft, zijn 7 kinderen respectievelijk Sirac, Zeliha (Sera Tokdemir), Bekir, Malik, Sirin (Neslihan Atagül Doğulu), Hayat en Lavin en zijn vader.
Het verhaal begint met het meisje Hayat, 15 jaar oud, dat buiten het medeweten van Ismail met een jongen een verhouding krijgt. Om de familie-eer te herstellen moet het meisje met een 75-jarige man trouwen, die overigens 6 dagen na het huwelijk sterft.
En zo gaat het verhaal verder het gaat over liefde, eer, wraak, armoede en andere gebeurtenissen.
De serie is een non-fictie geschreven verhaal.